# Silas Marner

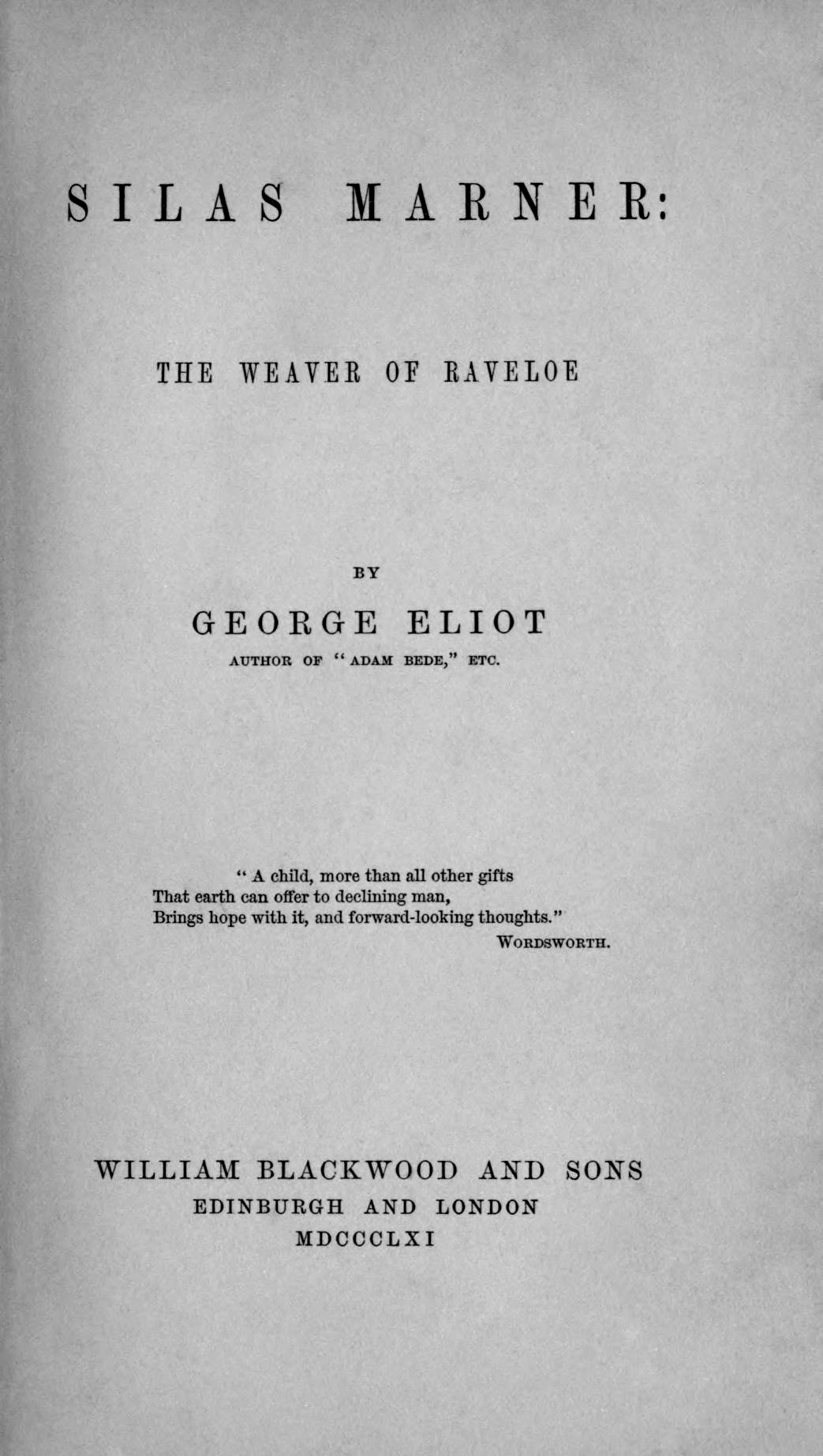
Titelseite der Erstausgabe von 1861

Silas Marner. Der Weber von Raveloe ist ein 1861 veröffentlichter Roman der Autorin George Eliot, der zusammen mit Middlemarch als ihr wichtigster gilt. In ihm klingen die Erlebnisse der Autorin, zum Beispiel die ihrer Jugend im ländlichen Mittelengland nahe Coventry, ihrer eigenen Glaubensentwicklung und der später gesellschaftlich erzwungenen Kinderlosigkeit, zwar an, werden aber mehrfach künstlerisch verwandelt.
Silas Marner wird nach einer konstruierten Beschuldigung wegen Diebstahls aus seiner calvinistischen Sekte ausgeschlossen. Nach dieser spirituellen Enttäuschung zieht er aus der Stadt in die Nachbarschaft des Dorfes Raveloe und konzentriert sich verbittert auf seine einsame Arbeit und die Vermehrung seiner Ersparnisse, die ihm eines Abends aus seiner Hütte gestohlen werden. Nachdem in einer der folgenden Winternächte ein zweijähriges Mädchen, deren Mutter in der Nähe stirbt, zu seiner Hütte gelangt, beginnt er sich um das Kind zu kümmern, was ihn optimistisch und glücklich stimmt. Infolge seiner Rolle als Eppies Pflegevater wird er mehr und mehr in das soziale Netz des Dorfes hineingezogen und entwickelt eine neue Sichtweise auf die dörfliche Gemeinschaft, die umgebende Natur und sein eigenes Leben.
Neben Middlemarch gilt Silas Marner der Kritik „als das vollkommenste Werk der Autorin.“ Für Henry James war Eliot vor allem die Autorin von „Silas Marner und Middlemarch.“ „Die Zartheit der Imagination und des Humors und die große Einfachheit der Erfindung“ machen diesen Entwicklungsroman zu einer „perfekten Geschichte“, einem „herrlichen kleinen Buch“.

## Übersicht
Silas Marner beginnt als Kind in einer mittel- oder nordenglischen Stadt das Handwerk der Weberei zu erlernen und arbeitet mit wöchentlichem Lohn für einen Textilverleger. Von klein auf gehört er zur Gemeinde einer protestantischen Sekte. Dieser „Lantern Yard“ führt die Hoffnung auf spirituelle „Erleuchtung“ schon im Namen und seine Mitglieder diskutieren engagiert über göttliche Prädestination, so sehr sie auch bei dieser schwierigen Materie „im Zwielicht flattern“.
Silas leidet seit seiner Jugend an einer ihn in Erstarrung und Absenz versetzenden Katalepsie. Einen solchen Anfall nutzt sein bis dahin bester Freund, um den Diebstahl der Kollekte mit einem auf Silas weisenden Indiz zu verschleiern. Silas stellt sich voller Vertrauen in die göttliche Gerechtigkeit einem Losentscheid, der aber gegen ihn ausfällt, ihn zum Dieb stempelt, dann aus der Gemeinde ausschließt und seiner Verlobten den Anlass bietet, ihre Verlobung zu lösen. Daraufhin verlässt Silas seine Geburtsstadt und zieht aufs Land in die Nähe des Dorfes Raveloe im „Merry Old England“, wo er in einer ehemaligen Steinhauerhütte an seinem Webstuhl und ohne Verleger für die Kundschaft der Umgebung arbeitet.
Schon wegen seiner kurzsichtigen, hervortretenden Augen mit ihrem „grausigen Stieren“, wegen seines bleichen Gesichts und wegen seiner Kenntnisse von Heilkräutern ist er den Dörflern unheimlich; und auch infolge der für die Landbevölkerung zwar notwendigen, aber technisch sehr anspruchsvollen und von ungewöhnlichen Geräuschen begleiteten Weberei bleibt Silas ein von Argwohn und Aberglauben umgebener Fremder. In Verbitterung und seelischer Dunkelheit konzentriert er sich emsig wie ein Insekt auf seine Arbeit und ihren Lohn, der mehr und mehr der Sinn seines einsamen Daseins wird. Er spart, ja: hortet ihn zu einem kleinen Schatz von Goldmünzen, sodass das Materielle sein Leben fokussiert, das sich „von Glauben und Liebe abgeschnitten“ hat und Befriedigung nur im Befingern und Zählen seiner Münzen findet.

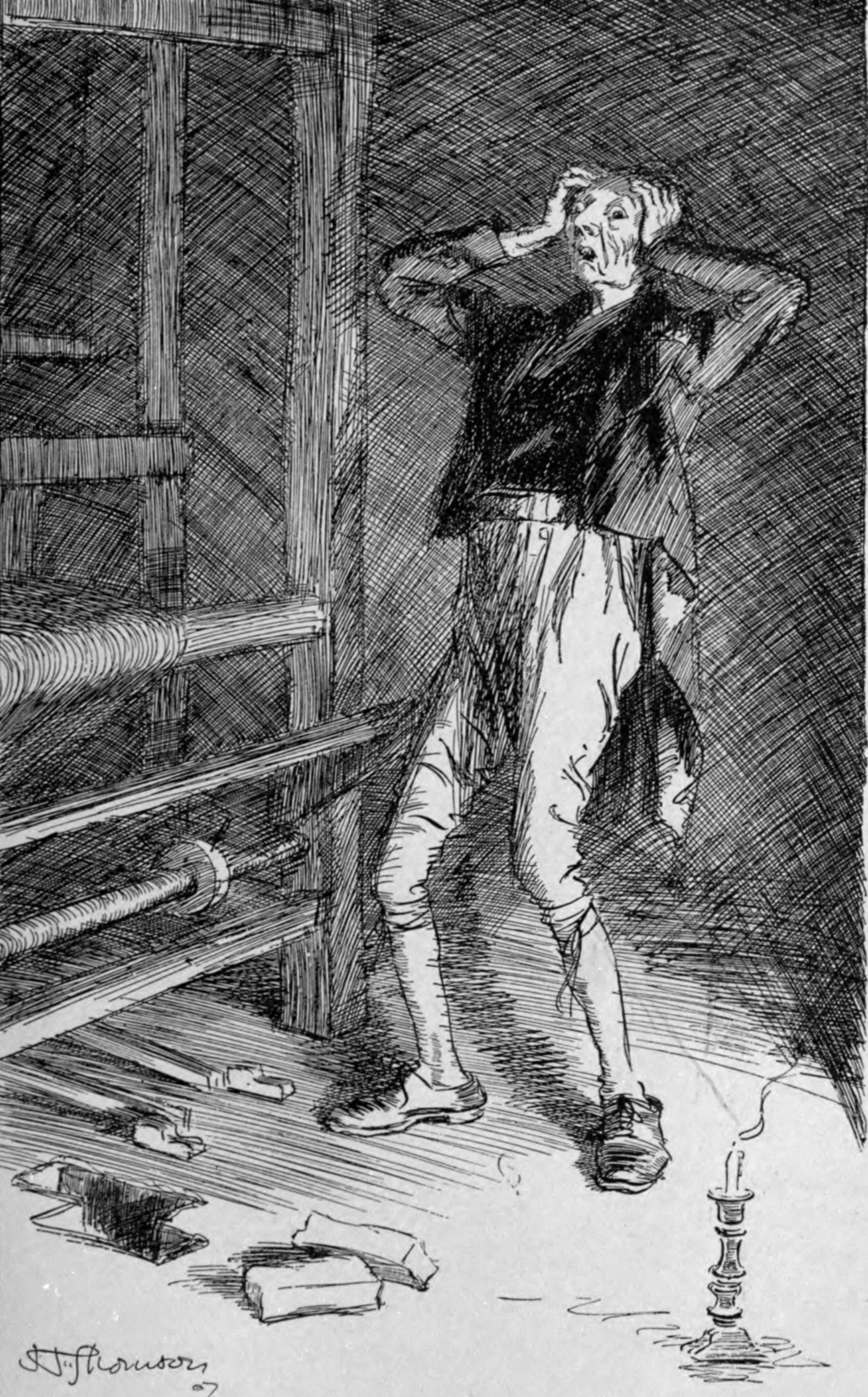
Silas entdeckt den Diebstahl (5. Kapitel), Illustration von Hugh Thomson 1907

Dieser Schatz wird Silas eines Abends von Dunstan, dem zweitältesten Sohn des Squires, einem Mitglied des niederen Adels, gestohlen und taucht erst anderthalb Jahrzehnte später wieder auf. Silas verliert so zum zweiten Mal seinen Trost und Lebenssinn, aber da er sich in seiner Verzweiflung an die im Dorfgasthof versammelte Dorfgemeinschaft wendet, mischt sich bald zum ersten Mal auch tätiges Mitleid in deren Verhalten, dessen neue Freundlichkeit Silas aber noch nicht erreicht. In der bald darauf folgenden Neujahrsnacht stirbt die von Godfrey Cass, dem ältesten der Squire-Söhne, wegen der nicht standesgemäßen Heirat aus „niedriger Leidenschaft“ verleugnete Ehefrau nicht weit entfernt von Silas´ Hütte in der Kälte; ihr zweijähriges Kind tappst durch den Schnee auf Silas´ Hütte zu und gelangt durch die offene Tür an dem wieder erstarrten Silas vorbei in die warme Stube. So wird Silas von den Cass-Brüdern sowohl seines Lebenssinns beraubt als auch bereichert, „die Cass-Brüder sind für Silas Marners Werdegang […] Agenten des Schicksals.“
Silas wird "Eppies" Pflegevater und mit ihr nimmt Silas´ Leben eine neue Richtung, seine innere Verhärtung schmilzt in der Zutraulichkeit des Kindes, er gewinnt den Respekt und die Hilfe der Dorfgemeinschaft: „Das Kind (schlug) stets neue Brücken zwischen seinem Leben und den Leben, vor denen er sich bislang weiter und weiter zurückgezogen hatte in immer größere Einsamkeit.“ So beginnt nach dem Verlust seines dogmatischen Glaubens und seines Geldschatzes mit Eppies Erscheinung Silas´ dritte Lebenswende. Seine tiefe Liebe zu Eppie wird von ihr zu seinem größten Glück erwidert – und bestätigt, als Godfrey Cass, der sie bisher verleugnende, aber wohltätig unterstützende leibliche Vater, ihr im Alter von 18 Jahren anbietet, sie an Kindes statt in sein großes und vornehmes Haus aufzunehmen. Das aber lehnt Eppie dankend ab und nach ihrer Hochzeit mit Aaron, dem Gärtner und Sohn Dolly Winthrops, der von Anfang an helfenden Nachbarin, wendet sich Eppie im letzten Satz des Romans an ihren Pflegevater Silas: „´Ach Vater´, sagte Eppie, ´was für ein schönes Heim wir doch haben! Noch glücklicher als wir kann man gar nicht sein.´“
Auf dem Titelblatt der Erstausgabe von 1861 ließ Eliot ein Zitat von William Wordsworth als Motto und damit als Hinweis für den Leser drucken:
Ein Kind bringt, mehr als alle anderen Gaben
der Erde an uns welkendes Geschlecht,
Hoffnung mit sich und lenkt den Blick nach vorn.

## Struktur des Textes

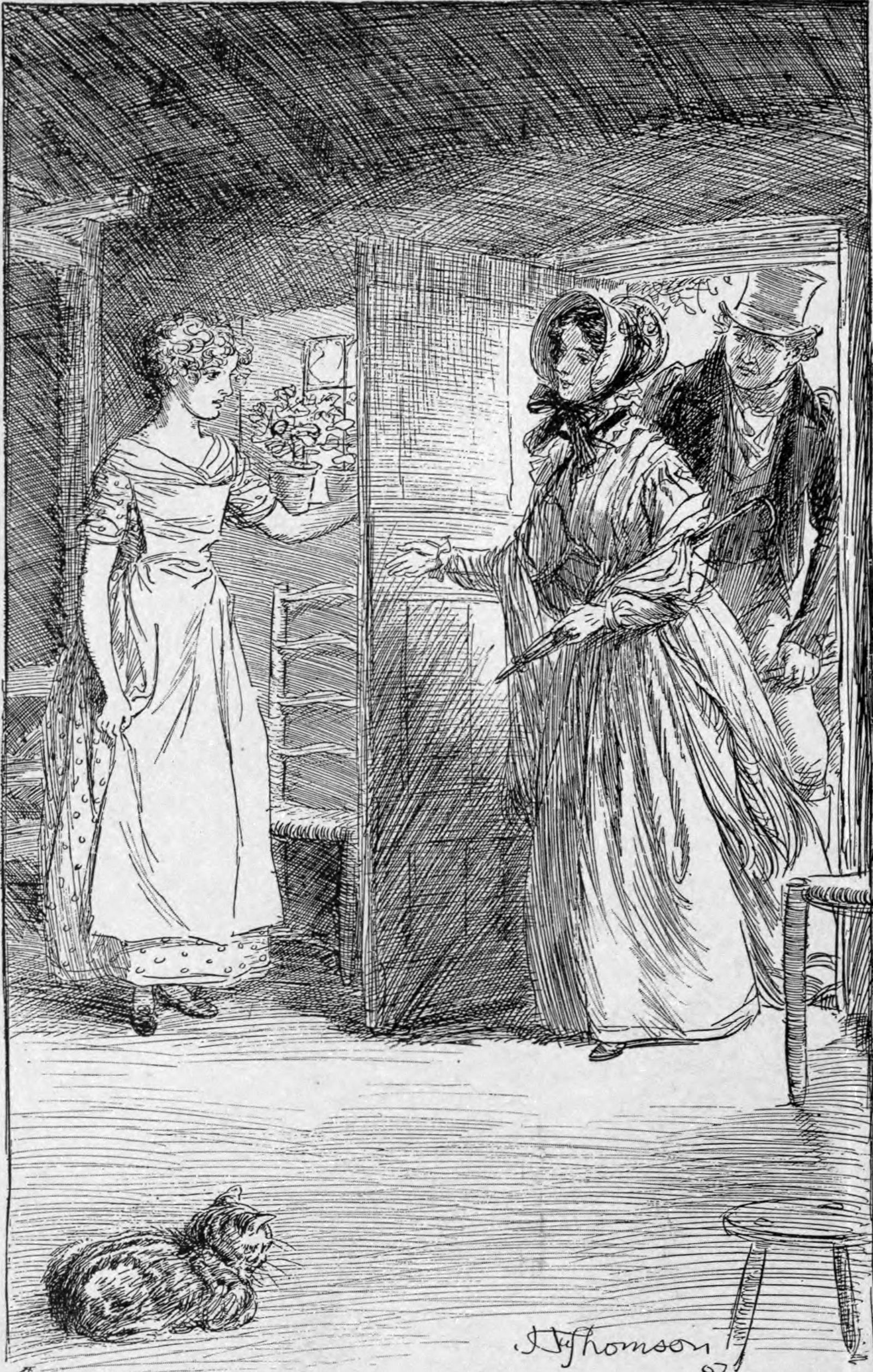
Nancy und Godfrey Cass kommen in Silas´ Hütte (19. Kapitel), Illustration von Hugh Thomson1907

Indem von den 22 Kapiteln die letzten sechs in einem „Zweiten Teil“ vom ersten abgehoben werden, erhält das in ihnen ausgebreitete Ende der Erzählung ein besonderes Gewicht. Die Ereignisse dieses letzten Teils von Silas Marner sind Eppies Hochzeit und die doppelte Katastrophe für Godfrey und Nancy Cass. Thema ist der Triumph des Glücks und die verdiente Erniedrigung der anderen.
Rächende Gerechtigkeit als Strukturprinzip erklärt die doppelte Kontrastierung der Personen: Die Personenführung der beiden gegensätzlichen Paare, von Silas und Dolly auf der einen, und Godfrey und Nancy auf der anderen Seite führt zu einer Vermehrung des Glücks der einen und zu einer heftigen Enttäuschung der anderen. Mit der Entdeckung von Dunstans Skelett neben Silas´ Gold, die im trocken gelegten Steinbruch gefunden werden, und Eppies Bekenntnis zu dem einzigen Vater, den sie je kennen gelernt hat, ist das Renommee der Familie Cass beschädigt und ihre private Vision einer Familie mit wenigstens einem Kind zerstört.
Schon dieses Happy Ending gibt dem Roman einen eigenen Ton, der, wenn verbunden mit seinem Anfang („In jenen Tagen…“) und Silas´ wiederholten Absenzen in den „richtigen“ Momenten (beim Diebstahl im Lantern Yard, beim Diebstahl des Goldes aus seiner Hütte, bei Eppies Eintritt in sein Leben) weniger an sozialen Realismus als an eine Parabel oder an ein Märchen denken lässt.

## Textur der Motive

### Soziale Hierarchie in Raveloe
Die gesellschaftliche Elite in Raveloe wird durch die Familie des Squires Cass angeführt, der als einziger der wohlhabenden Dorfbewohner Land an Pächter ausgeben kann. Deren Landwirtschaften kontrolliert er nachlässig und macht sich mit  seiner Verschwendung zusätzlich verwundbar durch das von ihm befürchtete Ende des napoleonischen Krieges und den damit zu erwartenden Preissturz der Ernten. Er wird von Eliot als unversöhnlich und cholerisch gezeichnet und hat den Müßiggang seiner „missratenen“ Söhne Godfrey und Dunstan hingenommen, die durch „Unentschlossenheit und moralische Feigheit“ des einen und „Boshaftigkeit“ des anderen auf ihre Weise die Wende für Silas herbeiführen.
Das Reiten ist die einzig standesgemäße Fortbewegung für die Cass-Söhne wie auch für die anderen Wohlhabenden in Raveloe; dass Dunstan Cass das wertvolle Pferd seines Bruders zu Tode reitet und er sich dann, letztlich vergeblich, mit dem Statussymbol der Reitpeitsche zu Fuß auf den Rückweg macht, charakterisiert den Standesdünkel dieser Schicht: „feinen“ Leuten begegnet „man selten anders als hoch zu Ross.“
Die traditionelle Reihe der winterlichen Feste mit ihrer Völlerei ruft aber aufgrund der regelmäßig an die Armen verteilten Reste weniger Neid als Dankbarkeit hervor. Als Zuschauer zu diesen Festen der Oberschicht wird außerdem immer eine Handvoll der Dorfbewohner quer zur gesellschaftlichen Hierarchie eingeladen, zum Beispiel der Küster und der Schlachter. Das vermittelt auf den ersten Blick eine klassenübergreifende Solidarität, aber der Squire zum Beispiel genießt bei seinem Besuchen im Dorfgasthaus „das doppelte Vergnügen von Geselligkeit und Herablassung“ - ein Zusammentreffen der Oberen mit den weniger Vornehmen vermittelt daher soziale Kohäsion und Abgrenzung zugleich. Diese Schilderung der Dorfelite macht deutlich, wo Eliots Sympathien liegen: nicht bei der Spitze der sozialen Hierarchie, sondern bei den weniger Begüterten.

### Raveloe - Alternative zur Moderne
Silas´ Geburtsort und Lebensbereich vor seinem Umzug in die Nähe von Raveloe ist eine den Dörflern unbekannte „große Industriestadt“ im Norden. Dort existiert seine calvinistische Sekte, „diese kleine, verborgene Welt, die sich die Kirche vom Lantern Yard nannte.“ Dieser „Laternenhof“ benennt in seinem Namen das Ziel, seinen Mitgliedern nach ihren langen Arbeitstagen die Richtung zu einer spirituellen Erleuchtung zu weisen. Anderthalb Jahrzehnte später macht sich Silas mit Eppie zu der kleinen Kirche auf, aber in der menschenfeindlichen Stadt, „erstickend“, stinkend, „dunkel und hässlich“, in der Nähe eines „düsteren“ Gefängnisses, finden sie nur ein Fabriktor an Stelle der Kapelle – der Lantern Yard hat sich aufgelöst.
Raveloe dagegen liegt „in der fruchtbaren Ebene im Herzen Englands. […] Es duckte sich in eine behagliche, dicht bewaldete Senke, […] mit seinen Obstgärten, die träge dalagen in verwahrloster Überfülle.“ Während die Industrialisierung den Städten bodenlose Armut und Konkurrenz innerhalb der arbeitenden Klasse aufzwingt, existiert das Dorf im Windschatten der Moderne. Es liegt „weitab von den Einflüssen industrieller Energie und puritanischer Strenge“, sodass die Töne des Posthorns es ebenso wenig erreichen wie die der öffentlichen Meinung und die rhythmischen Geräusche des Webstuhls als befremdlich empfunden werden.

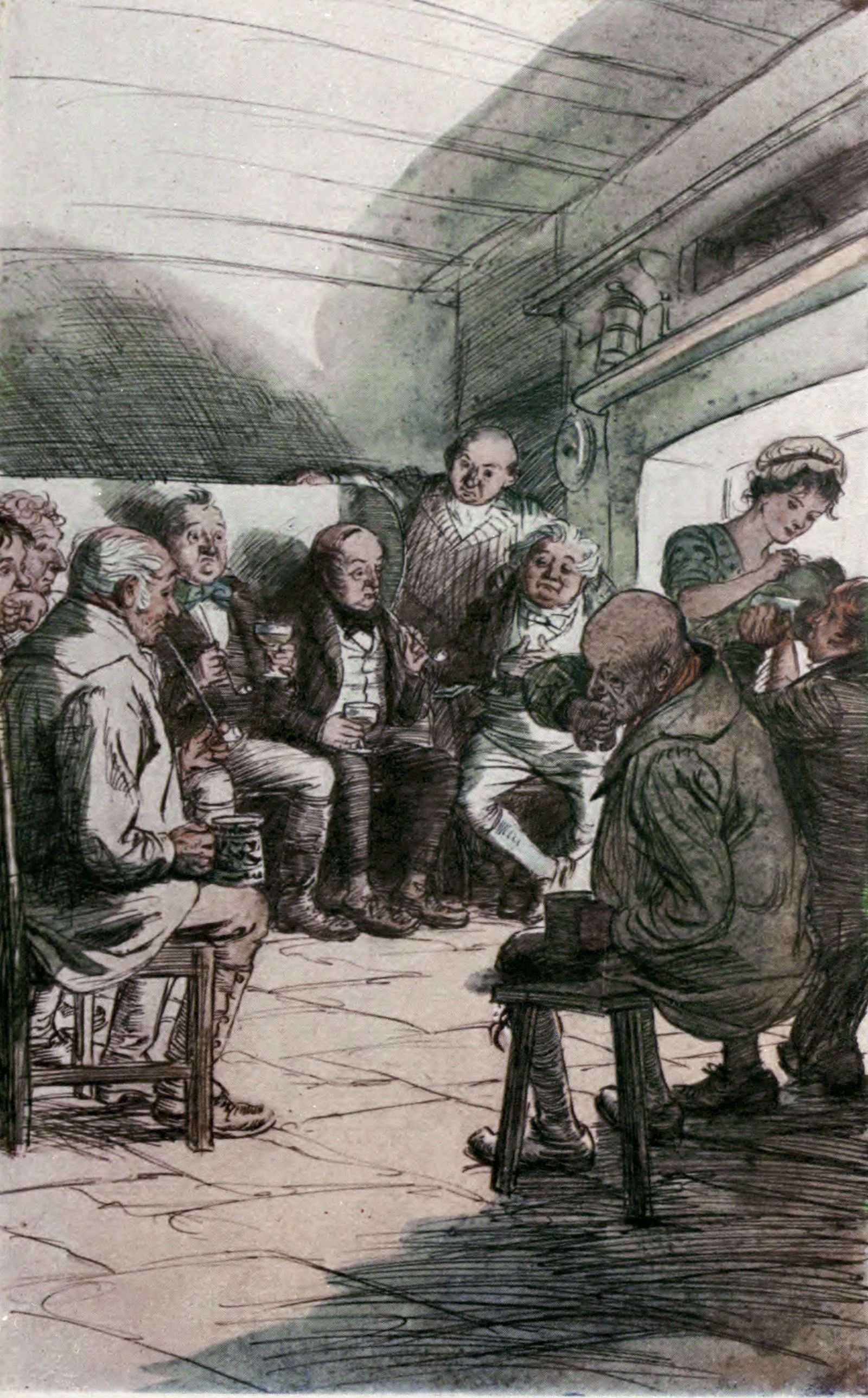
Diskussion im Rainbow (6. Kapitel), Illustration von Hugh Thomson1907

Das dichte soziale Geflecht des Dorfes wird durch die Gespräche im Dorfgasthaus und auf dem Silvesterfest deutlich: Mit der Verwendung von mehr oder weniger Dialekt ordnen sich die Figuren zu einer Bildungs- und Anspruchshierarchie und beziehen sich aufeinander in aggressiven und versöhnlichen, distanzierenden und unterstützenden Redebeiträgen. Das eigentliche Thema der Diskussionen aber ist die Vergewisserung über den dörfliche Kosmos, über handwerkliche Kompetenz, über Talent, über die gemeinsame Geschichte und die Markierung der weder konfliktfreien noch idealisierten sozialen Beziehungen.
Insgesamt aber wird Raveloe von Eliot als eine antiindustrielle Idylle der durch den Kodex der Solidarität eingehegten Konflikte gezeichnet: Silas, durch den Diebstahl seines Schatzes noch einmal tiefer gestürzt als in den Jahren seiner Fremdheit, aktiviert im Dorf diesen ländlichen Verhaltenskodex und spiegelt so die Gesetze eines besseren Lebens, die Eliot für die Stärke des vormodernen Englands hält: Nachbarschaftliche Hilfe der Ärmeren und Wohltätigkeit der Reichen, die die Fliehkräfte der Gemeinschaft mindern. Dolly Winthrop, die treue Nachbarin, bringt Silas bei ihrem ersten Besuch Schmalzkuchen mit, die sie mit dem Christusmonogramm IHS verziert, das sie in der Kirche zwar gesehen, aber nicht verstanden hat. Sie kommentiert die Markierung dreimal fast gleichlautend, wie mit einem Ausrufezeichen: „Wenn´s überhaupt was Gutes gibt, dann haben wir´s bitter nötig in dieser Welt.“ Diese über die Besuchssituation und das idyllische Raveloe hinausweisende Bemerkung zur Fragilität der Welt ist die sinnstiftende, magische Formel gegen die dunklen Seiten der heraufziehenden Moderne.

### Psychologie der Hauptfiguren
Zentral für die Erzählung ist die psychologische Entwicklung der Hauptfigur, die sich nach zwei Schicksalsschlägen auch äußerlich verwandelt: „Auf seltsame Weise schrumpften und krümmten sich Silas´ Gesicht und Gestalt, bis sie in einer ständigen maschinenhaften Beziehung zu den Gegenständen zu stehen schienen, die sein Leben bestimmten, und er denselben Eindruck hervorrief wie ein Griff oder ein gebogenes Rohr…; und er war so welk und gelb, dass die Kinder ihn, obwohl er noch nicht einmal vierzig war, alle den ´alten Meister Silas´ nannten.“ Aber nicht nur Unglück drückt einen Stempel auf Aussehen und Haltung, auch Silas´ späte Glückserfahrung hat bei ihm eine heilende Wirkung auf beide Phänomene.

Unter den Raveloern stechen zwei als „Silas´ Tröster“ hervor: eben Mrs. Winthrop, die Frau des Wagners, und Mr. Macey, der alte Schneider und Küster. Vor allem Dolly Winthrop personifiziert den Kodex nachbarschaftlicher Hilfe, den Silas nur nach und nach als notwendig, schließlich aber gern akzeptiert. Mrs. Winthrop, die bei einem „bescheiden regelmäßigen Kirchgang“ doch eine ländliche Frömmigkeit repräsentiert, beginnt nach dem Diebstahl von Silas´ Geld – und noch intensiver nach Eppies Erscheinen – sich auf eine solche Weise um ihn zu kümmern, dass er von dem völlig ungewohnten, aber erwünschten Umgang mit einer anderen Person nicht verschreckt wird. Macey ist der „Denker“ der Gemeinde, der seine Urteile auf Fakten und Kausalität gründet und mehrfach Aberglauben und Vorurteilen entgegentritt. Er ist Silas´ Schirmherr gegenüber den Nachbarn, der dörfliche Anwalt der praktischen Vernunft und personifiziert das Potenzial einer ländlichen Aufklärung.

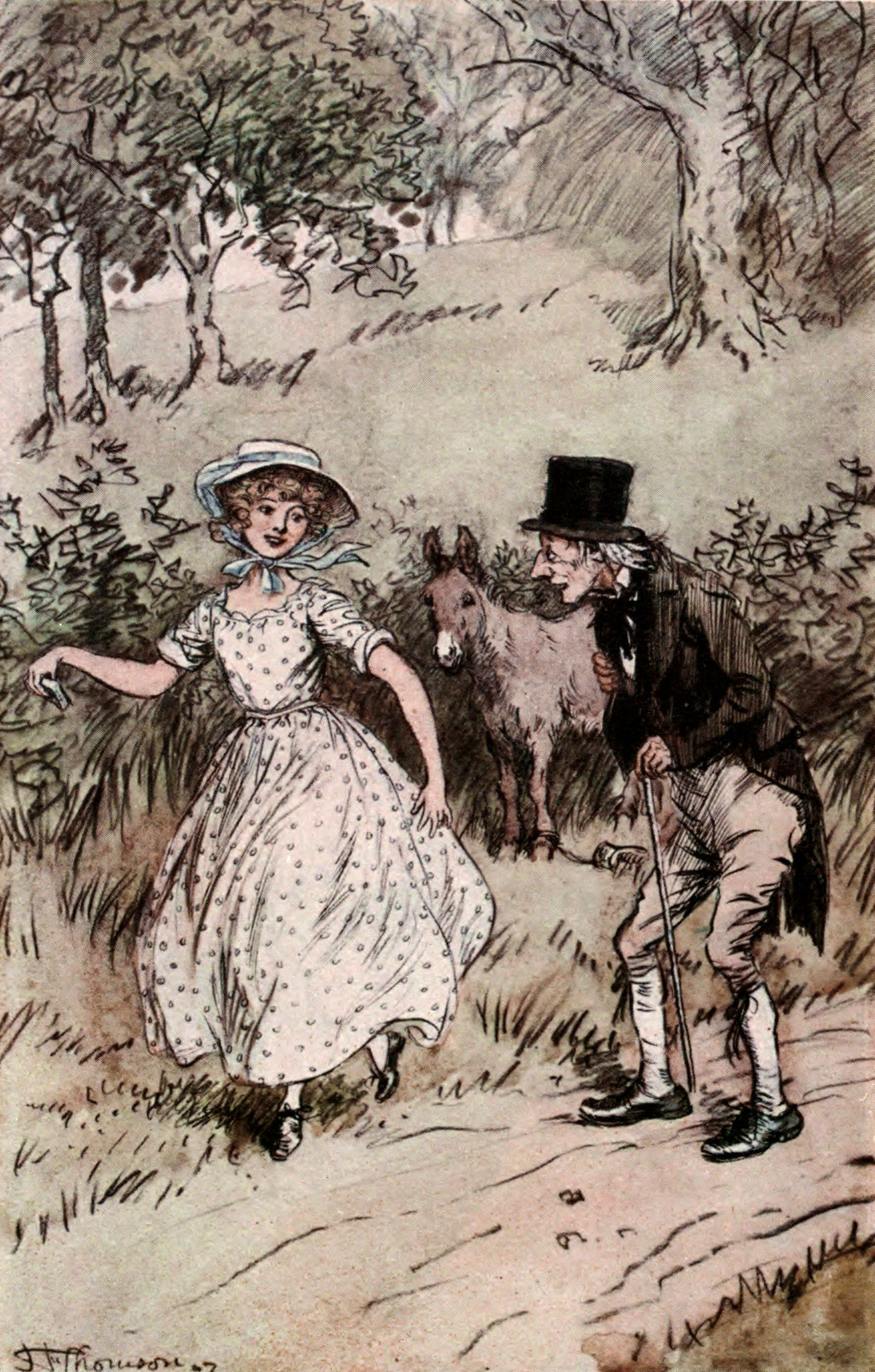
Eppie und Silas auf dem Rückweg von der Kirche (16. Kap.), Illustration von Hugh Thomson1907

Silas, so unterstützt, tritt eine psychologische Reise zurück in die Gesellschaft seiner Nachbarn an. Seine „ererbte Lust am Durchstreifen der Felder“, die er in der Phase seines Materialismus verloren hatte, kehrt durch Eppie zusammen mit den Erinnerungen an sein Leben vor Raveloe zurück. Er ist nicht nur dankbar für die Hilfe aus der Gemeinschaft, sondern passt sich an die Erwartungen seiner Umwelt wenigstens äußerlich an: er geht sonntags zur Kirche und lässt Eppie taufen, obgleich er mit der Frömmigkeit der Dörfler wenig anfangen kann; er übernimmt als Zeichen seines guten Willens auch das Rauchen langer Pfeifen, die ihm wenig schmecken.
Nicht nur von den „positiven“ Figuren Silas und Dolly Winthrop werden ausführliche Charakter- und Stimmungsbilder gezeichnet, sondern auch von ihren „Gegenspielern“ Godfrey und Dunstan Cass sowie Nancy Lammeter. Deren Einstellungen, Hoffnungen und Selbsttäuschungen, ihre Feigheit, Gier und Arroganz werden sehr einfühlsam geschildert. Es ist die große Kunst Eliots, zum Beispiel die Unverschämtheit von Godfreys und Nancys Forderung nach Eppies Übersiedlung in ihr großes Haus auf eine Weise darzustellen, die sowohl Reue über die verleugnete Vaterschaft als auch Trauer über die fortdauernde Kinderlosigkeit deutlich werden und beim Leser für einen Moment Mitleid entstehen lässt.

### Glauben und Aberglauben
Zum Thema des „guten Lebens“ gehört in Silas Marner neben der sozialen Ethik auch die Frage nach dem richtigen Glauben. Von Anfang an begegnen die Raveloer Silas mit ihrem urwüchsigen Aber- und Geisterglauben, der im Dorfgasthof sogar Thema einer ernsthaften Diskussion ist. Dieser Aberglaube wird von Eliot auf die gleiche Stufe gestellt wie der Glaube des Lantern Yard und der Nancy Lammeter, da beide mit Fetischen hantieren.
Einen ersten Weg der Erleuchtung skizziert Eliot mit der Sekte, der Silas in den ersten zwei Jahrzehnten seines Lebens angehört. Ihre Stärke gegenüber der anglikanischen Staatskirche ist eine flache und demokratische Struktur sowie eine intensive Diskussion zentraler theologischer Themen wie z. B. der Prädestination; ihre Schwäche aber ist die in der Anwendung eines Gottesurteils deutlich werdende Irrationalität, die ein paar Lose mit Wahrheitsmacht auflädt.
Nancy Lammeter, die spätere Ehefrau von Godfrey Cass, schlägt einen anderen Weg ein: Ihr früh entwickeltes Glücksprinzip ist eine strenge Regulierung des Alltags durch „einen unabänderlichen kleinen Verhaltenskodex“, ein fabriziertes „Stückwerk aus engstirnigen gesellschaftlichen Traditionen, Fragmenten mangelhaft begriffener Kirchendoktrin und mädchenhaften Schlussfolgerungen.“ Es wird die Ironie ihres Lebens, dass sie aufgrund ihrer autonomen Regelstrenge die von Godfrey mehrfach angesprochene Adoption Eppies immer wieder ablehnt, weil sie in der Kinderlosigkeit ihrer Ehe einen Plan der Vorsehung vermutet – und zu spät erfährt, dass Eppie seine leibliche Tochter ist.
Wichtiger als ein Leben nach selbstkonstruierten Regeln ist ein dritter Weg zum Glück, eine kirchenferne Theologie des Herzens, die Dolly Winthrop personifiziert. Bei ihr verbinden sich rudimentäre Bibelkenntnisse, mystische Schicksalsergebenheit und praktische Beharrlichkeit zu einem lebensfördernden Glauben an höhere Mächte: „Die großen Dinge, die komm und gehen, ohne dass unsereiner was ändert dran (sic).“ In diese Resignation vor der Macht des Schicksals, der Macht von denen „da droben“, mischt sich zwar auch Kritik an der doppelten und langen Schmerzensphase, die Silas zugemutet wird, aber Dolly ist überzeugt von der sich auch darin äußernden Gerechtigkeit: „Ich weiß ganz gewiss, dass da schon was Rechtes dran war an Eurem Geschick, bloß, dass ich nicht sagen könnte, was. […] Und alles, was wir tun müssen, Meister Marner, ist Vertrauen haben.“ – „So wollen´s die da droben, dass für uns viele Dinge im Dunkeln liegen; […] und so wie´s aussieht, sollt Ihr nie die Wahrheit darüber erfahren.“ Auch Silas geht von einer göttlichen Tauschwirtschaft aus, nach der „das Kind anstelle des Goldes zu ihm gekommen war – dass das Gold sich in das Kind verwandelt hatte.“
Unter den gegebenen Alternativen ist der handfest-mystische Glaube von Dolly und Silas der menschenfreundlichste, bei dem Eliot zumindest nicht verneint, dass es überhaupt Sinn machen kann, an seinem „Vertrauen in die unsichtbaren Mächte“ festzuhalten – die Überzeugung einer ausgleichenden Gerechtigkeit ist vermutlich auch Überzeugung der Autorin. Dieser Glaube an die Macht des Schicksals spiegelt sich in der Struktur des Textes.

## Gattung
Die Erzählung klinge märchenhaft „und doch ist der Roman aus dem Jahre 1861 ein Lehrstück des Realismus.“ Gegen den Realismus argumentiert Gerber: Der Alltag der Dörfler werde kaum außerhalb des Dorfgasthofes gezeigt, auch die Armen scheinen materiell abgesichert, „idyllisch ist auch ihre nur im humorvollen Streitgespräch leicht gekräuselte Gemütsruhe“, alles Böse komme von außen oder von oben; die Welt von Raveloe behalte daher „etwas Balladenhaftes“, wie eine „Legende“, ein „symbolisches Geschehen“. Auch Leavis betont: Marner sei „die Langform einer Parabel.“ „Die feinste soziale Nuancen erfassenden Dialoge und die treffsicheren Portraits der von Einfalt und Bauernschläue, Religiosität und Aberglauben, Gemeinsinn und Intoleranz geprägten dörflichen Charaktere schaffen den realistischen Hintergrund für George Eliots moralisches Märchen, das auch als Schullektüre weite Verbreitung fand.“

## Deutschsprachige Ausgaben
- Silas Marner. Der Leinweber von Raveloe. Übersetzt von Julius Frese (auch: Freese). Nachwort: Herta Elisabeth Killy. Reihe: Exempla Classica 51. Fischer TB, Frankfurt 1963
- Silas Marner. Der Leinweber von Raveloe. Übertragung J. Augspurg (ca. 1880–1890). Nachwort Günther Klotz. Reclams Universal-Bibliothek 2214-17. Leipzig 1963
- George Eliot: Silas Marner. Der Weber von Raveloe. Roman. Aus dem Englischen von Elke Link und Sabine Roth, München: dtv 1999, ISBN 3-423-12604-3,
- Silas Marner. Der Weber von Raveloe. Aus dem Englischen von Sabine Roth und Elke Link, mit einem Nachwort von Alexander Pechmann. ars vivendi verlag, Cadolzburg 2018, ISBN 978-3-86913-902-9.
- George Eliot: Silas Marner. Der Weber von Raveloe. Roman. Aus dem Englischen von Elke Link und Sabine Roth. Mit einem Nachwort von Alexander Pechmann und einer Nachbemerkung der Übersetzerinnen, 2. Auflage München: dtv 2019, ISBN 978-3-423-14711-8

## Verfilmungen
Der Roman wurde seit 1911 mehrere Male verfilmt.